# Сигма (приток Куземы)
Сигма — река в России, протекает по Кемскому району Карелии.
Исток — Хотесозеро. Пересекает трассу Кола, протекает через озёра Коржино, Малое Коржино, Большое Сигмозеро. Устье реки находится в 19 км по правому берегу реки Кузема. Длина реки составляет 28 км, площадь водосборного бассейна 121 км².
Населённых пунктов вблизи реки нет.

## Данные водного реестра
По данным государственного водного реестра России относится к Баренцево-Беломорскому бассейновому округу, водохозяйственный участок реки — реки бассейна Белого моря от западной границы бассейна реки Нива до северной границы бассейна реки Кемь, без реки Ковда. Речной бассейн реки — бассейны рек Кольского полуострова и Карелии, впадает в Белое море.
Код объекта в государственном водном реестре — 02020000712102000002384.

## Галерея

Сигма
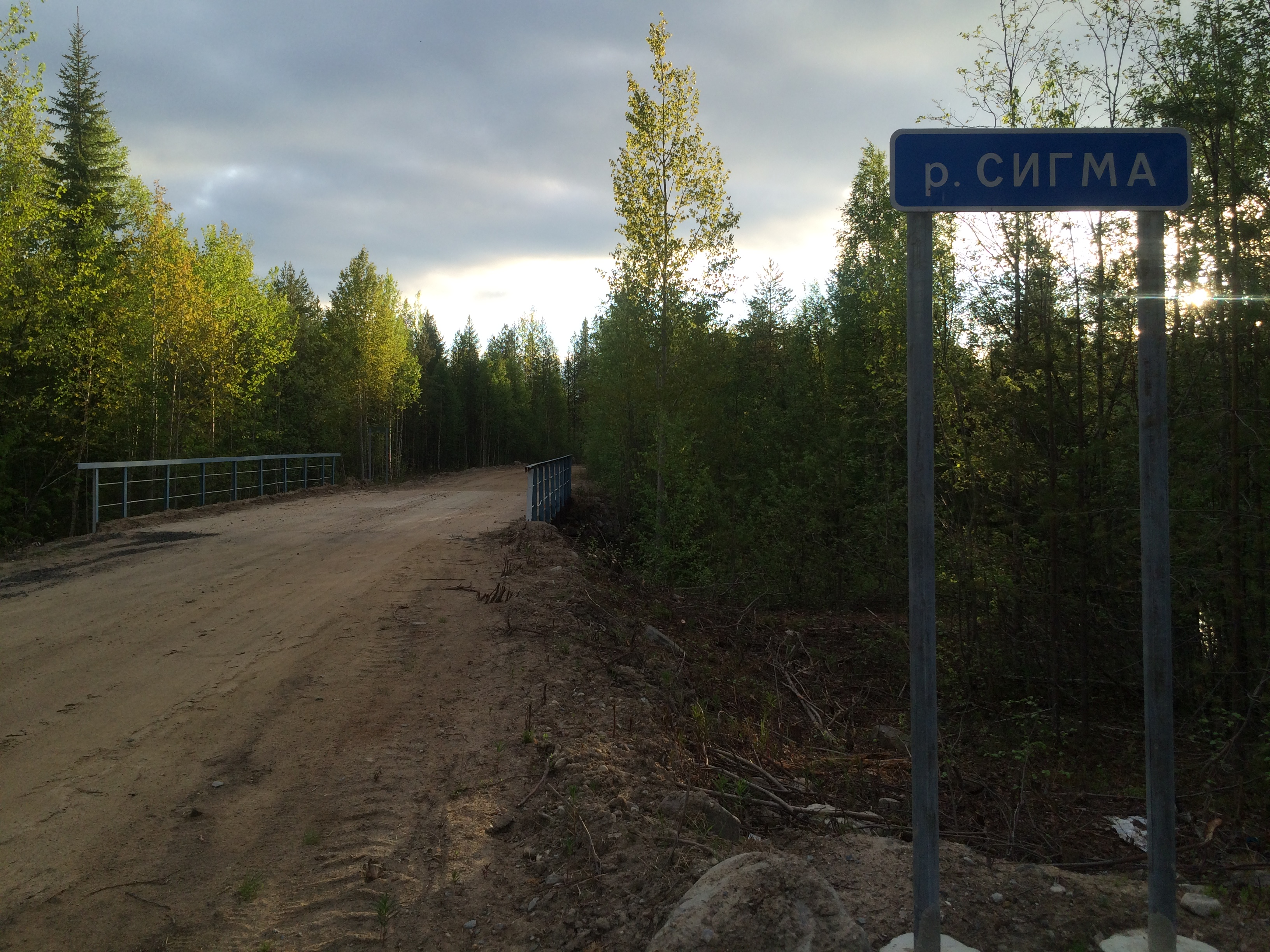
Табличка
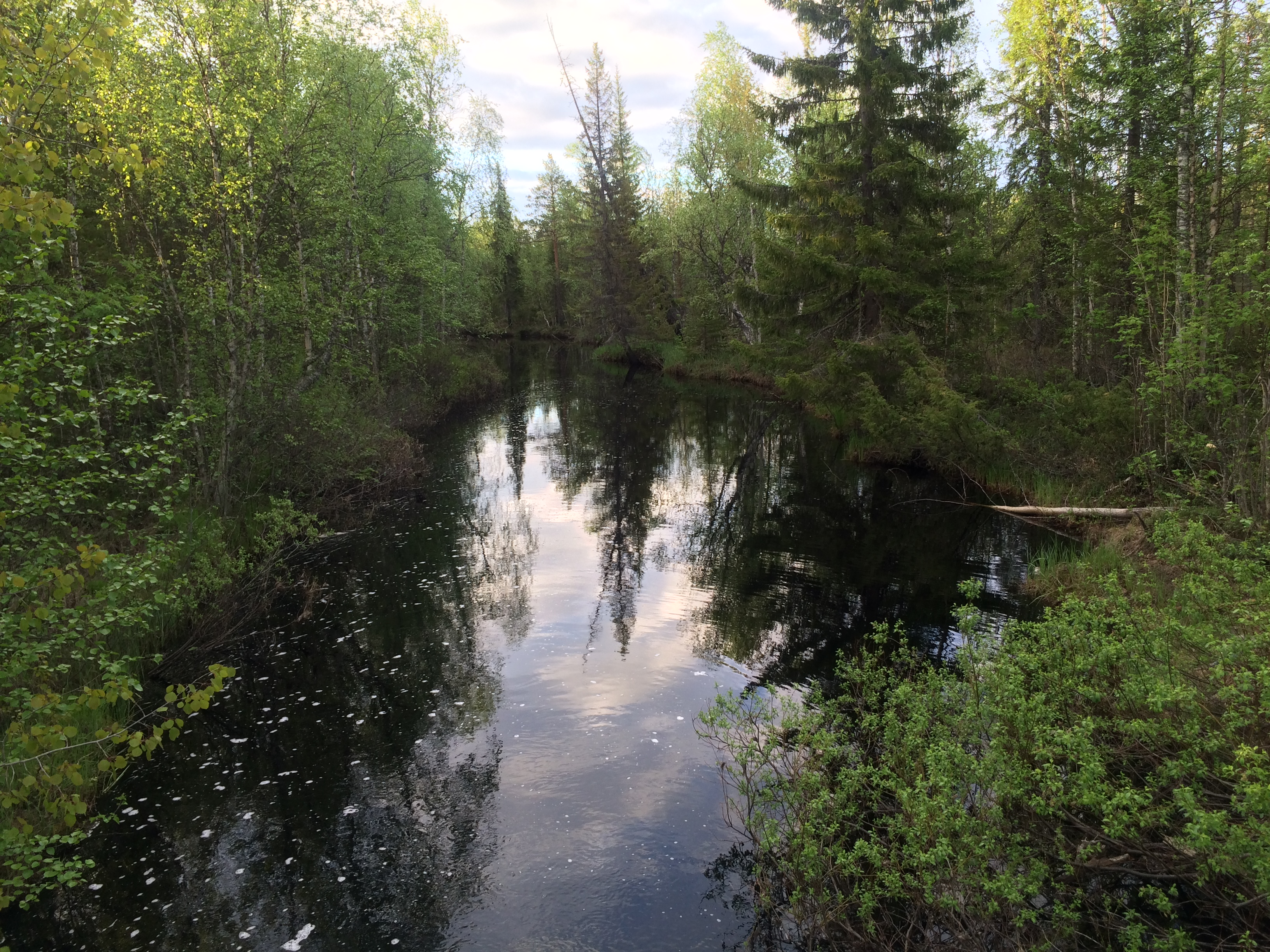
Вид по течению